# 比田勝港
比田勝港（ひたかつこう）は、長崎県対馬市上対馬町にある地方港湾。港則法適用港湾であり、検疫港の指定を受けている。港湾管理者は長崎県。

## 概要
対馬島の最北部に近い西泊湾全体を港域とする。水深20m近くあり天然の良港であるが、明治初めまではほとんど開発されていなかった。
1907年（明治41年）にノルウェー式の捕鯨基地が建設されてから朝鮮海峡海域における捕鯨の重要な基地として急速に発展した。戦前には下関港と朝鮮半島の釜山港を結ぶ連絡船が寄港し、対馬沿岸各地を結ぶ航路との結節点として栄えた。
現在も商港及び漁港として対馬島北部の中枢的な役割を担っている。また、国際航路がある朝鮮海峡に面している地理的条件からGPSが普及するまで長くオメガ・ロラン・デッカ局が置かれていた。
2015年度の発着数は13,775隻（653,633総トン）、うち外国商船936隻（260,788総トン）、利用客数は294,125人（乗込人員148,103人、上陸人員146,022人）、うち国際航路281,576人（乗込人員143,219人、上陸人員138,357人）である。
一帯は2018年（平成30年）8月4日にみなとオアシスに登録していて、比田勝港国際ターミナルを代表施設とするみなとオアシス対馬　比田勝として観光拠点ともなっている。

## 施設
- ターミナルビル - 博多港への国内定期航路が発着。
- 国際ターミナル - 釜山港への国際航路寄港時の出入国に使用。
- 対馬海上保安部比田勝海上保安署
- 門司税関厳原税関支署比田勝出張所
- 福岡検疫所比田勝出張所

## 航路

### 国内航路

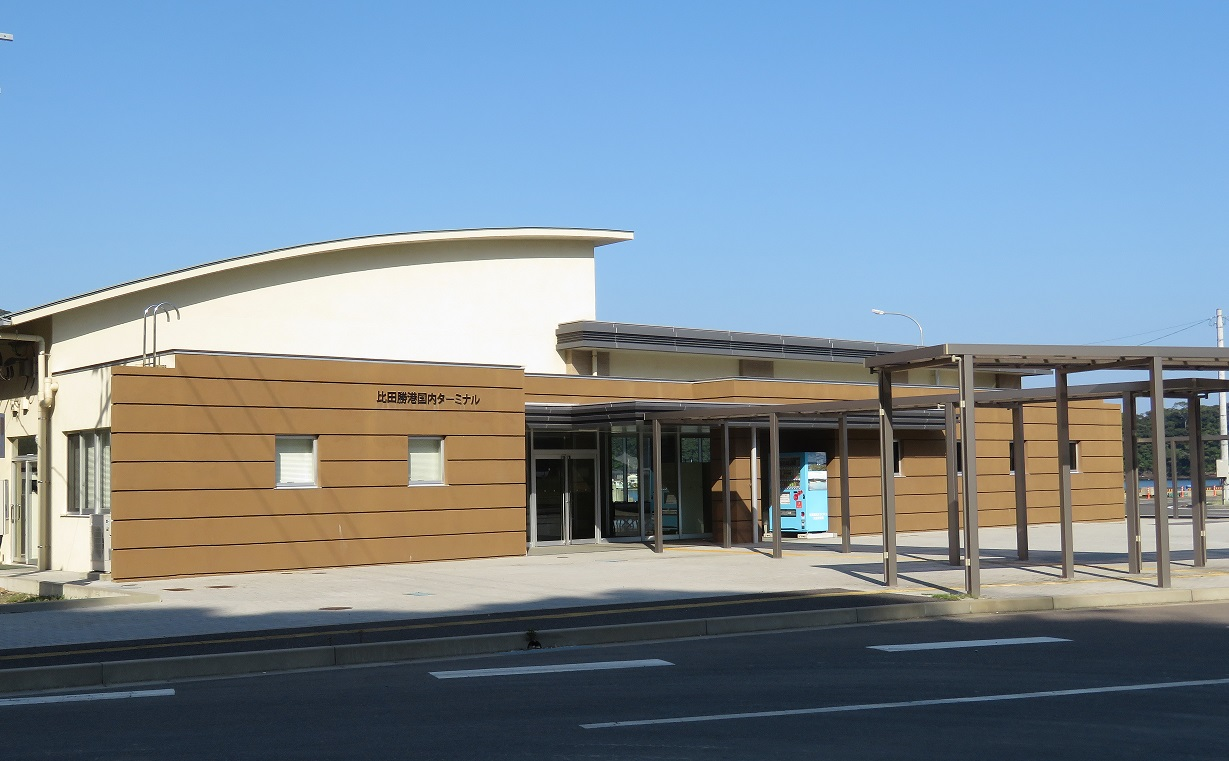
国内ターミナル

- 九州郵船がフェリーを運航している。長崎県本土の港湾との定期航路は2020年現在はない。
  - フェリー「フェリーうみてらし」　比田勝港 - 博多港（福岡市）
  - かつてはジェットフォイル「ヴィーナス」、「ヴィーナス2」も運航されていた。
  - 2021年（令和3年）7月に新造船[3]「フェリーうみてらし[4]」が就航。これにより、フェリーげんかいは引退した[4]。

### 国際航路
- 大亜高速海運

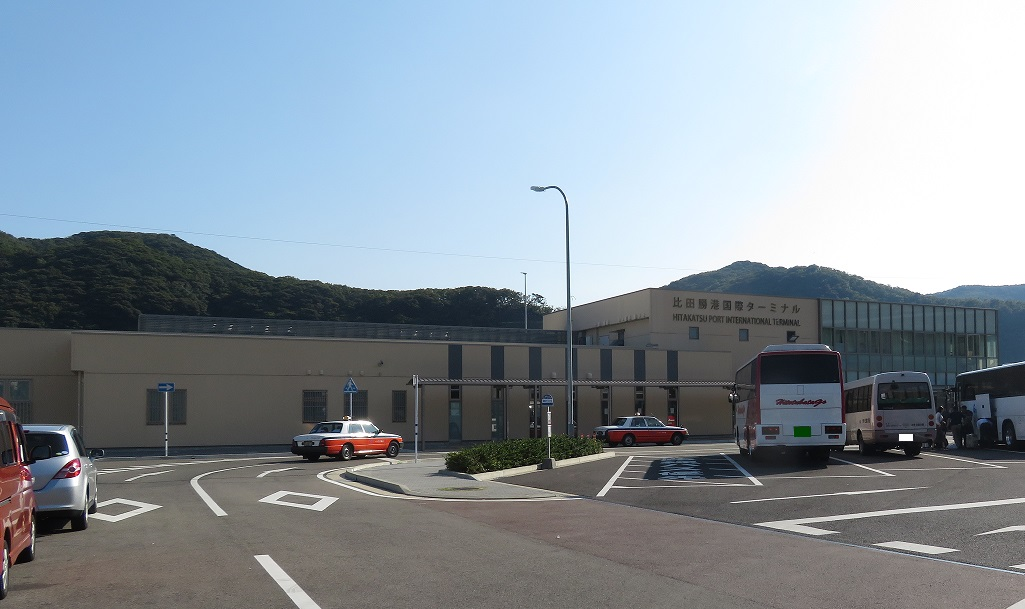
国際ターミナル

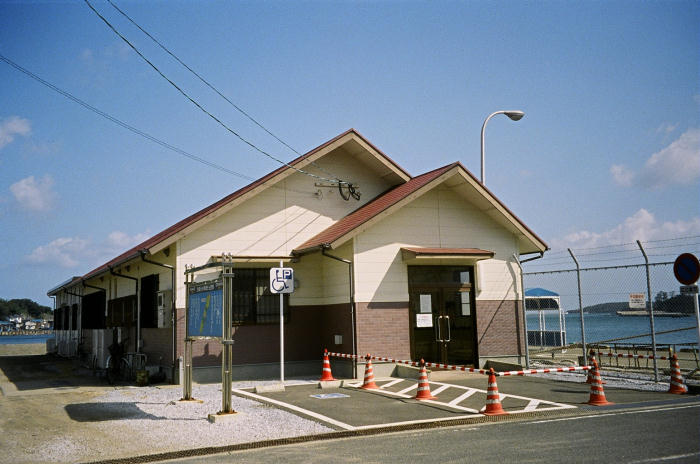
かつての国際ターミナル

  - 高速船「オーシャンフラワー」 比田勝港 - 釜山港
- 対馬国際ライン
  - 「あおしお」 比田勝港 - 釜山港　※不定期
- 未来高速
  - ジェットフォイル「コビー」 比田勝港 - 釜山港
- 韓日国際海運
  - オーロラ 比田勝港 - 釜山港

## 周辺
- 国道382号
- 対馬市役所 上対馬振興部（旧・上対馬地域活性化センター）
- 比田勝郵便局
- 十八親和銀行比田勝支店
- 上対馬病院
- 海上自衛隊上対馬警備所
- 対馬レンタカー
- 対馬大亜ホテル
- 東横イン対馬比田勝
- 対馬韓国展望所（朝鮮語版）